# Salvador de Zapardiel
Salvador de Zapardiel is een gemeente in de Spaanse provincie Valladolid in de regio Castilië en León met een oppervlakte van 26,24 km². Salvador de Zapardiel telt 136 inwoners (1 januari 2016).

## Demografische ontwikkeling
Bron: INE, 1857-2011: volkstellingen
Opm.: In 1857 werd de gemeente Honcalada aangehecht